# Nick Kyrgios
Nicholas Hilmy Kyrgios, detto Nick (Canberra, 27 aprile 1995), è un tennista e commentatore televisivo australiano di origini greche e malesi.
Considerato da molti un grande talento, non è però riuscito a esprimere appieno le sue potenzialità anche a causa di problemi caratteriali e uno stile di vita non adeguato a un top player. Ha vinto sette titoli del circuito maggiore, tra cui quattro ATP 500, raggiungendo la posizione n.13 del ranking mondiale nell'ottobre del 2016. Nei tornei del Grande Slam, è stato finalista al torneo di Wimbledon 2022.
È stato il secondo e ultimo giocatore (dopo Lleyton Hewitt) ad aver battuto i Big Three Roger Federer, Rafael Nadal e Novak Djoković al loro primo incontro.
In doppio ha vinto l'Australian Open 2022 insieme al connazionale Thanasi Kokkinakis (prima coppia nell'Era Open ad aggiudicarsi lo Slam australiano con una wild card) e altri tre tornei, raggiungendo il numero 11 del ranking nel novembre 2022.
In coppia con Daria Gavrilova ha vinto inoltre una Hopman Cup.

## Biografia
Kyrgios nasce a Canberra da padre greco, mentre la madre è esponente della famiglia reale del Sultanato di Selangor in Malaysia (era una principessa, titolo a cui ha rinunciato dopo aver lasciato il paese). È il terzo di tre figli; il fratello Christos è avvocato e la sorella Halimah un'attrice. È di religione greco-ortodossa. Gioca a basket fino all'età di 14 anni, quando si dedica esclusivamente al tennis.
Kyrgios è un fan dei Boston Celtics squadra di basket dell'NBA, e del Tottenham, squadra di calcio della Premier League inglese.
Kyrgios non ha mai voluto un coach fisso.
A fine 2017 inaugura la NK Foundation (fondazione benefica che ha l'obiettivo di garantire l’accesso al mondo dello sport anche ai giovani meno fortunati).
Nel novembre 2020 rende noto di aver vissuto periodi di depressione, di aver perso la voglia di giocare a tennis e d'essersi sentito abbattuto per l'incapacità di soddisfare le aspettative degli altri. Nel marzo 2021 mette a disposizione la propria esperienza personale per offrire aiuto tramite i social a chiunque si senta perso e abbandonato.
Nel febbraio 2022 dichiara tramite i social di aver abusato di alcool e di droghe, di aver sofferto di atti di autolesionismo e di aver pensato anche al suicidio durante un periodo di grave depressione risalente al 2019.

### Vita privata
Dal 2015 al 2018 è stato legato sentimentalmente alla connazionale Ajla Tomljanovic.
Dal 2019 al 2020 è stato legato alla tennista russa Anna Kalinskaya.
Nel 2021 ha intrapreso una nuova relazione con la celebrità di Internet Chiara Passari, che si è conclusa con una denuncia di violenza domestica da parte di lei: i legali del tennista hanno puntato al proscioglimento allegando un disturbo dell'umore dell'imputato. Nel 2023 Kyrgios ha ammesso la violenza, scusandosi, e il giudice l'ha prosciolto considerati la lieve entità del fatto e il basso rischio di reiterazione del reato.
Dal 2022 è fidanzato con un'altra celebrità di internet, Costeen Hatzi.

## Carriera

### Juniores
Nel 2009 inizia a giocare nell'ITF Junior Circuit e il primo successo arriva in singolare nell'estate 2010, quando si aggiudica un torneo di Grade 5 nelle isole Figi. Tra giugno e luglio 2012 vince in coppia con il connazionale Andrew Harris i tornei di doppio maschile juniores del Roland Garros e di Wimbledon. A ottobre consegue il primo importante successo in singolare battendo il giapponese Kaichi Uchida nella finale del torneo Grade A Osaka Mayor's Cup World Super Junior Tennis Championships di Osaka. Il 26 gennaio 2013 sconfigge in finale agli Australian Open Thanasi Kokkinakis per 7-6, 6-3 e diventa il nuovo nº 1 del ranking mondiale juniores.

### 2012: approdo al professionismo
Nel gennaio 2012 riceve una wild card per il tabellone di qualificazione degli Australian Open e viene subito sconfitto dal francese nº 215 del mondo Mathieu Rodrigues, al quale strappa un set. A marzo vince il suo primo match da professionista superando il primo turno del torneo ITF Futures di Kofu.
A ottobre raggiunge la prima semifinale Futures a Margaret River.

### 2013: esordio nel Grande Slam e in Coppa Davis e top 200

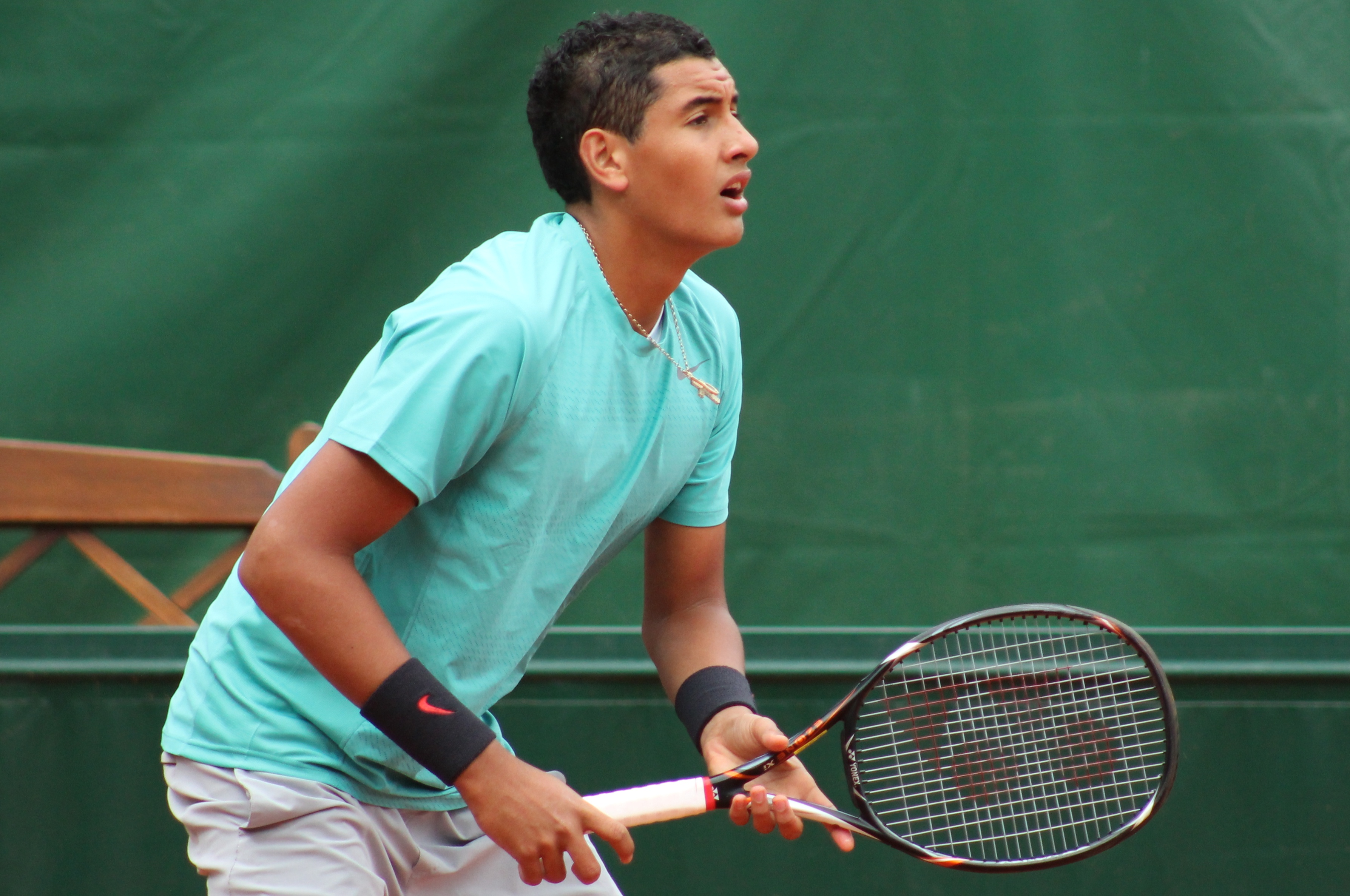
Kyrgios al Roland Garros 2013

Comincia la stagione 2013 con la sconfitta contro James Duckworth al primo turno delle qualificazioni del Brisbane International, alle quali aveva avuto accesso grazie ad una wild card. Perde al primo turno contro Bradley Klahn nelle qualificazioni dell'Australian Open, dove esce al primo turno anche in doppio e vince il torneo juniores. A febbraio gioca il primo torneo Challenger in carriera al Charles Sturt Adelaide International di West Lakes, un sobborgo di Adelaide, si spinge fino alla semifinale e viene sconfitto da James Ward. Subito dopo vince il primo titolo da professionista nel torneo di doppio dell'Australia F1 Futures in coppia con Alex Bolt.
Il primo titolo Challenger arriva a marzo in singolare al Sydney International, dove batte in finale per 6-3, 6-2 Matt Reid. Nello stesso torneo raggiunge anche la finale in doppio insieme a Bolt e vengono sconfitti dai connazionali Klein e Propoggia. Il 28 aprile vince il torneo Futures di Yuxi battendo in finale Boy Westerhof. A maggio fa il suo debutto in un torneo dello Slam con una wild card al Roland Garros e vince il primo incontro in carriera nel circuito maggiore sconfiggendo a sorpresa Radek Štěpánek dopo tre tie-break, al secondo turno viene eliminato da Marin Čilić. Supera le qualificazioni agli US Open 2013 e viene sconfitto al primo turno dalla testa di serie nº 4 David Ferrer. Fa quindi il suo esordio nella squadra australiana di Coppa Davis nei play-off vinti 4-1 contro la Polonia, perde l'incontro di doppio e vince l'ultimo singolare a risultato acquisito per il ritiro dell'avversario. A ottobre porta il best ranking alla 177ª posizione mondiale.

### 2014: quarti di finale a Wimbledon e 51º nel ranking

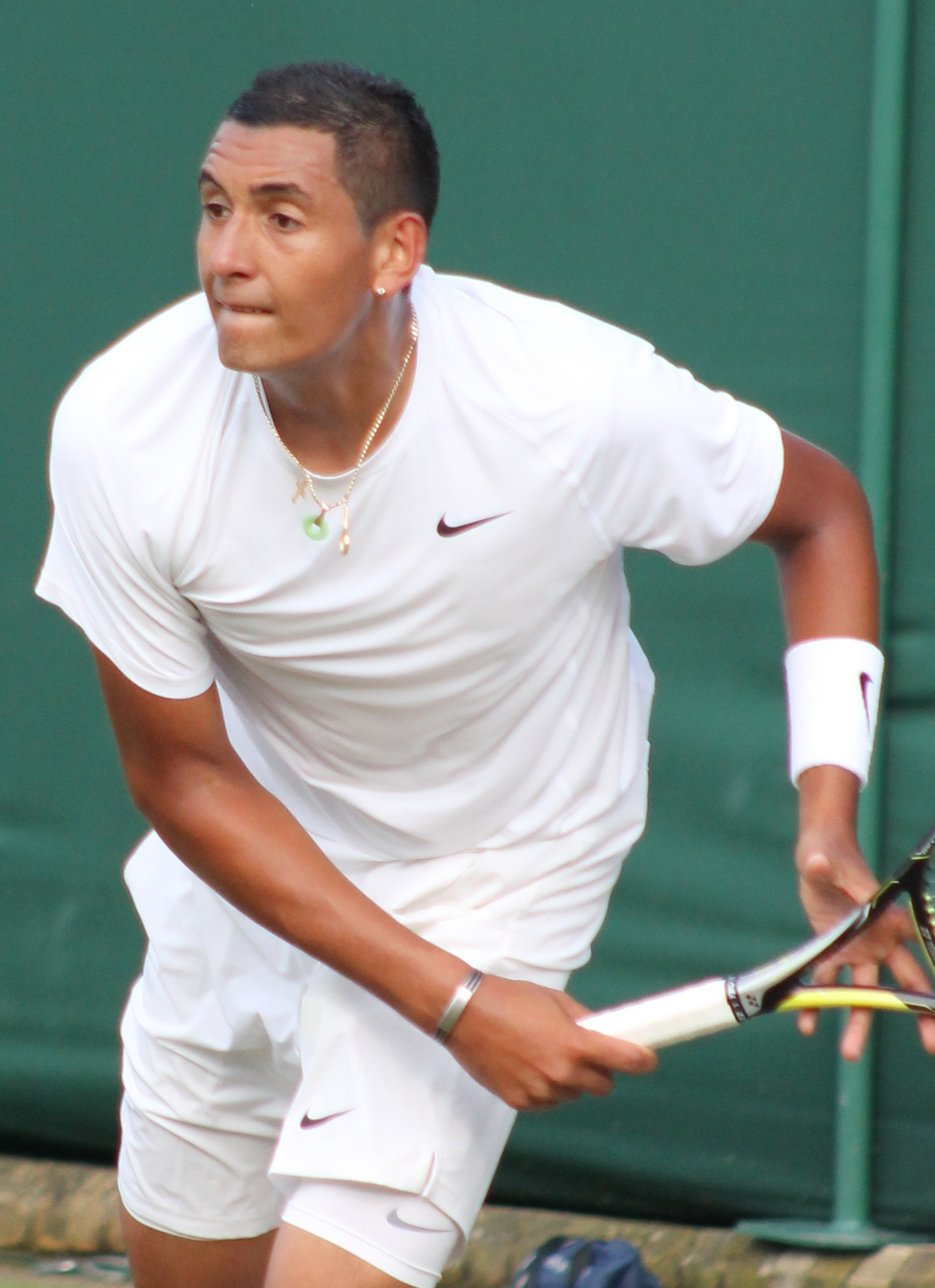
Kyrgios al Torneo di Wimbledon 2014

Inizia la stagione 2014 con una wild card per il Brisbane International ed è costretto a ritirarsi per un infortunio alla spalla. A gennaio gli viene assegnata una wild card per gli Australian Open, al primo turno batte Benjamin Becker in quattro set ed esce al secondo turno per mano della testa di serie nº 27 Benoît Paire dopo aver vinto i primi due set. A febbraio si infortuna a un gomito e resta lontano dalle competizioni per due mesi. Al rientro si aggiudica due Challenger consecutivi in singolare sulla terra battuta a Sarasota e Savannah. Entra con una nuova wild card al Roland Garros e al primo turno viene sconfitto da Milos Raonic. Successivamente vince il Challenger sull'erba di Nottingham.
Anche a Wimbledon entra con una wild card e ottiene eccellenti risultati: all'esordio supera Stéphane Robert e al secondo turno ha la meglio per 10-8 nel quinto set dopo quasi quattro ore di gioco contro Richard Gasquet, dopo aver perso i primi 2 set e aver salvato 9 match points nel quarto e quinto set. Supera quindi Jiří Veselý e negli ottavi di finale sconfigge il nº 1 al mondo Rafael Nadal col punteggio di 7-6, 5-7, 7-6, 6-3, diventando il primo debuttante nel torneo a raggiungere i quarti di finale dopo Florian Mayer nel 2004 e il primo teenager a sconfiggere un numero 1 del mondo dopo la vittoria dello stesso Nadal su Federer al Roland Garros 2005. Il giorno successivo viene eliminato dal nº 8 al mondo Milos Raonic, a fine torneo guadagna 78 posizioni nel ranking ed entra per la prima volta nella top 100, al 66º posto mondiale.
A Toronto consegue la sua prima vittoria in un Masters 1000 sconfiggendo Santiago Giraldo, e al secondo turno raccoglie solo 4 game contro Andy Murray. Agli US Open raggiunge il terzo turno con i successi su Michail Južnyj e Andreas Seppi, prima di essere fermato in quattro set da Tommy Robredo, risultati con cui sale al 51º posto mondiale e diventa il nº 2 australiano dietro a Lleyton Hewitt.

### 2015: quarti di finale all'Australian Open e top 30

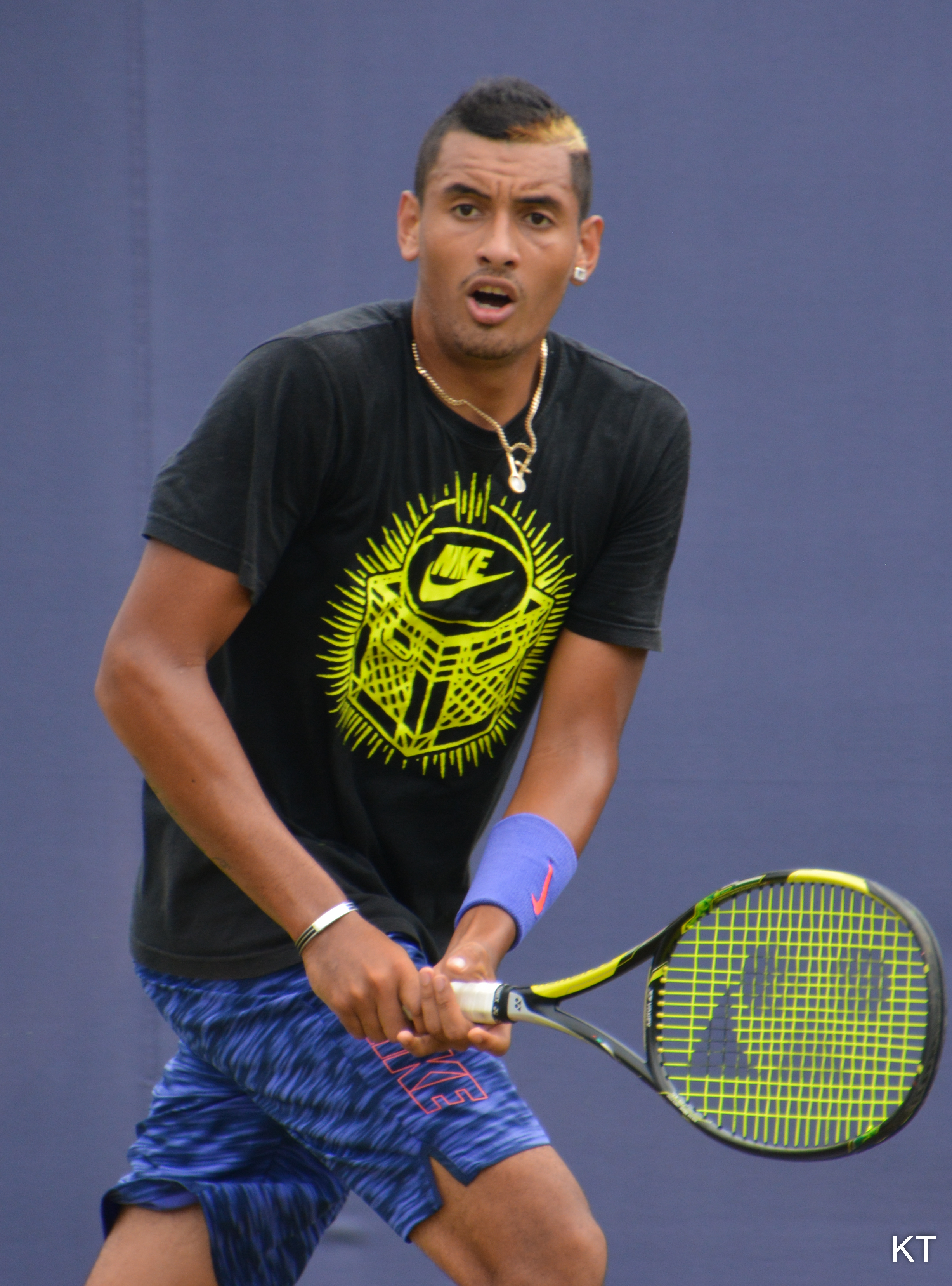
Kyrgios nel 2015

Sconfitto al primo turno all'esordio stagionale al Sydney International, accede all'Australian Open senza passare per le qualificazioni e sconfigge nell'ordine Federico Delbonis, la testa di serie nº 23 Ivo Karlović e Malek Jaziri. Negli ottavi perde i primi due set, salva un match point nel quarto e si impone al quinto contro Andreas Seppi, che aveva sconfitto Roger Federer nel turno precedente; grazie a questa vittoria diventa il tennista più giovane a raggiungere due quarti di finale in un torneo dello Slam dopo Federer nel 2001 e il primo australiano a raggiungere i quarti di finale dopo Lleyton Hewitt nel 2005. Viene sconfitto dal futuro finalista Andy Murray, e a fine torneo porta il best ranking al 35º posto.
Raggiunge la prima finale ATP all'Estoril Open con i successi su Albert Ramos Viñolas, Filip Krajinović, Robin Haase e Pablo Carreño Busta, prima di perdere nell'atto conclusivo da Richard Gasquet per 3-6, 2-6. Al secondo turno del Masters 1000 di Madrid sconfigge il nº 2 del mondo e vincitore di 17 titoli Slam Roger Federer, salvando tre match point nel tie break del set decisivo. Esce di scena al turno successivo per mano di John Isner. Sconfitto al primo turno al suo debutto agli Internazionali d'Italia, consegue il miglior risultato da inizio carriera in doppio raggiungendo la semifinale in coppia con Jack Sock. Al Roland Garros è per la prima volta testa di serie, la nº 29; al primo turno batte Denis Istomin, grazie al ritiro di Kyle Edmund accede per la prima volta al terzo turno dello Slam parigino e perde in tre set contro Andy Murray, risultati con cui sale al 25º posto mondiale.
A Wimbledon elimina Diego Schwartzman, Juan Mónaco e Milos Raonic al terzo turno, e negli ottavi cede ancora a Gasquet. Al Master 1000 di Montréal viene eliminato da John Isner al terzo turno a cui aveva avuto accesso per il ritiro al terzo set della testa di serie nº 4 Stan Wawrinka in un incontro carico di polemiche. Esce al primo turno a Cincinnati, nuovamente eliminato da Gasquet, e agli US Open, dove perde in 4 set contro Andy Murray. Accede alla sua seconda semifinale ATP al successivo Malaysian Open e viene sconfitto da Feliciano Lopez.

### 2016: vittoria alla Hopman Cup, primi tre titoli ATP, top 15 e squalifica
Inizia l'anno all'Hopman Cup insieme a Dar'ja Gavrilova nel team Australia Verde. Vincono 3-0 contro la Germania, con Kyrgios che supera Alexander Zverev in tre set, nella sfida vinta 2-1 con la Gran Bretagna  Kyrgios sconfigge per la prima volta Andy Murray, che lo aveva sconfitto nei 4 precedenti. Si aggiudicano il trofeo vincendo la finale contro l'Ucraina. Agli Australian Open supera Pablo Carreño Busta e Pablo Cuevas e perde al terzo turno contro il nº 4 del mondo Tomáš Berdych in quattro set. Il suo primo titolo ATP arriva all'ATP 250 di Marsiglia, non perde alcun set né il servizio in tutto il torneo, batte nei quarti di finale il nº 10 del mondo Richard Gasquet, in semifinale il nº 8 Tomáš Berdych e in finale ha la meglio su Marin Čilić per 6-2, 7-6. Si ritira per problemi alla schiena durante la semifinale ai Dubai Tennis Championships contro Stan Wawrinka, dopo che aveva eliminato Tomáš Berdych nei quarti di finale.

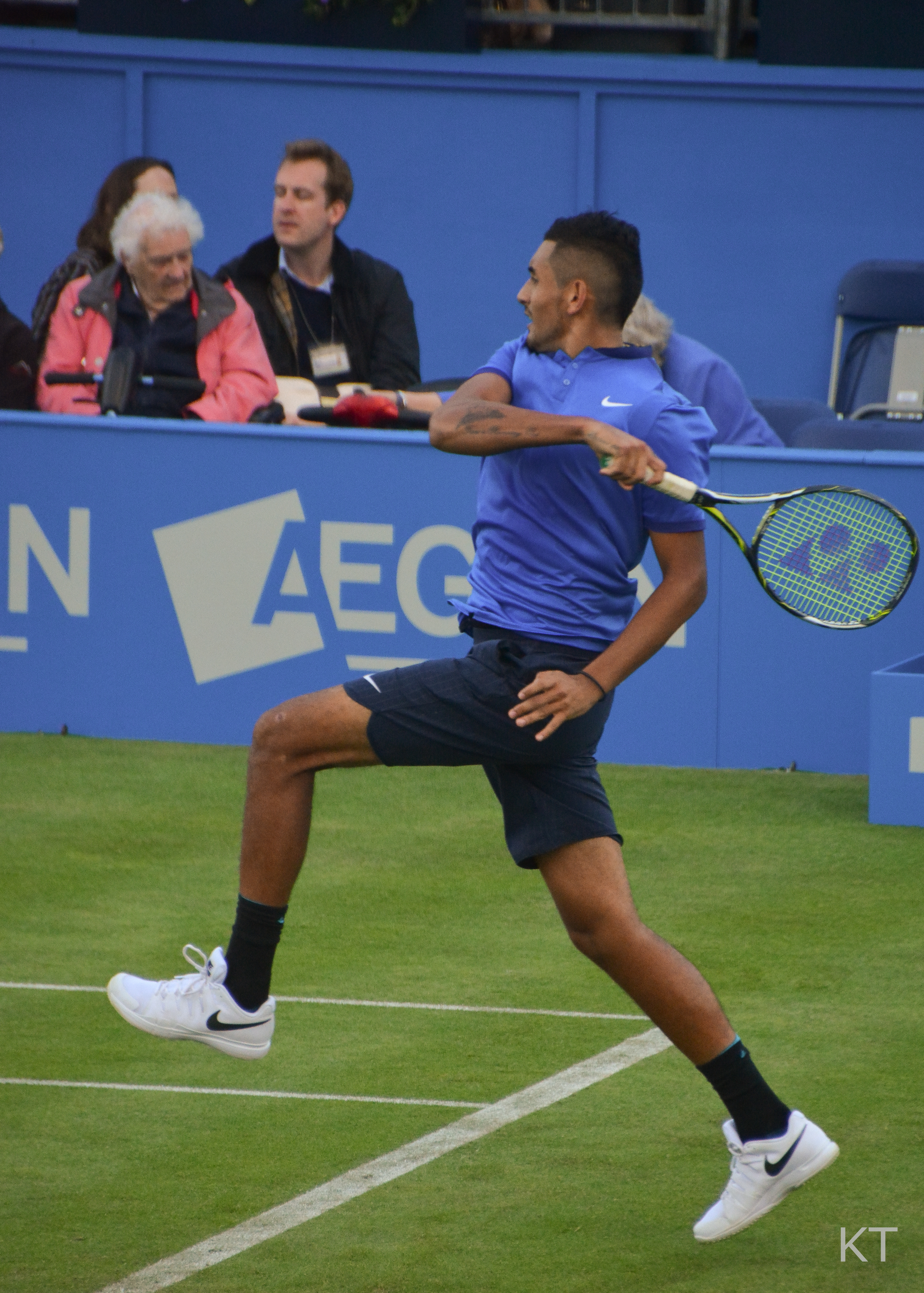
Kyrgios al Queen's 2016

Sconfitto al primo turno a Indian Wells, a Miami raggiunge senza perdere alcun set la sua prima semifinale in un torneo Masters 1000, elimina tra gli altri Milos Raonic e cede in tre set a Kei Nishikori, risultato con cui entra per la prima volta nella top 20 mondiale. All'Estoril Open, dove era stato finalista l'anno precedente, perde la semifinale contro il futuro vincitore del torneo Nicolás Almagro. Al Masters di Madrid sconfigge tra gli altri il nº 4 del mondo Stan Wawrinka e nei quarti di finale viene di nuovo eliminato da Kei Nishikori. Non supera il terzo turno agli Internazionali d'Italia, dove perde in tre set contro Rafael Nadal dopo aver vinto il primo. Al Roland Garros conferma il risultato dell'anno precedente arrivando al terzo turno, e viene sconfitto da Richard Gasquet. Sconfitto al primo turno dell'ATP 500 del Queen's dalla testa di serie nº 3 Milos Raonic, il 20 giugno porta il best ranking al 18º posto del mondo. Al terzo turno di Wimbledon supera il nº 21 ATP Feliciano López ed esce di scena negli ottavi in tre set contro il nº 2 Andy Murray.
Rinuncia ai Giochi Olimpici di Rio, gioca invece al 250 di Atlanta e conquista il secondo titolo ATP della carriera; elimina nell'ordine, Donaldson, Verdasco e Nishioka che lo costringono al terzo set, e in finale ha la meglio su John Isner dopo due tie-break. Agli US Open si ritira durante il match di terzo turno per un infortunio all'anca. Vince il primo titolo in un ATP 500 al Japan Open, dove arriva in finale senza perdere alcun set ed eliminando in semifinale il nº 8 del mondo Gaël Monfils. Nell'incontro che assegna il titolo batte David Goffin in rimonta. All'ATP 1000 di Shanghai viene eliminato al secondo turno da Miša Zverev. A fine torneo l'ATP squalifica Kyrgios per otto settimane e gli dà una multa di 25.000 $, per scarso impegno e comportamento non professionale durante il match contro il tedesco. Conclude l'anno con il nuovo best ranking al 13º posto mondiale.

### 2017: prima finale Masters 1000

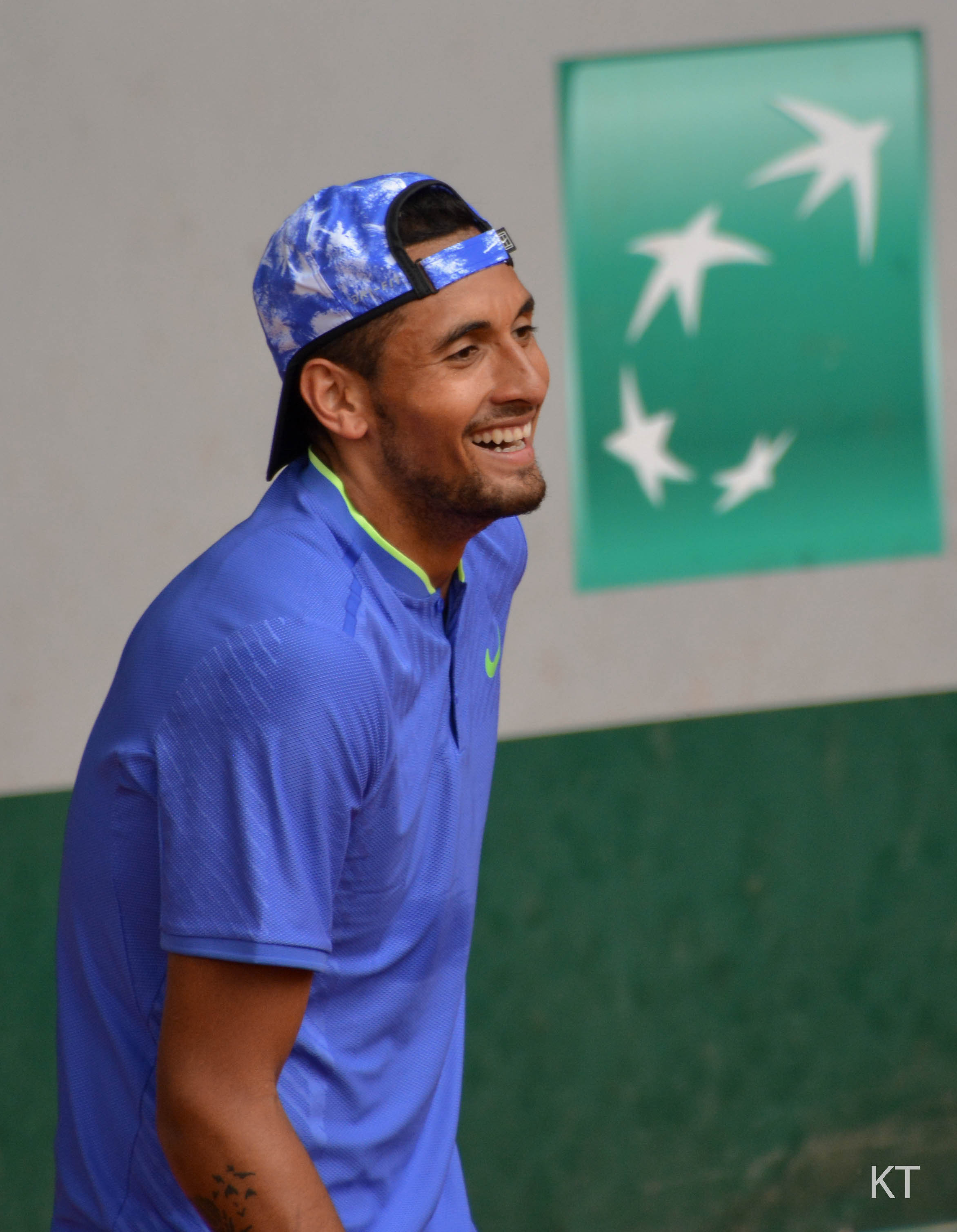
Kyrgios al Roland Garros 2017

Kyrgios ritorna dalla squalifica nel gennaio 2017 e partecipa alla Hopman Cup, dove era con l'Australia campione uscente, come l'anno precedente gioca assieme a Dar'ja Gavrilova ed escono dal torneo classificandosi al quarto posto del gruppo B. Esce al secondo turno dell'Australian Open, sconfitto da Andreas Seppi dopo essere stato in vantaggio per due set a zero. Viene eliminato in semifinale a Marsiglia, dove perde contro Jo-Wilfried Tsonga, e ad Acapulco, dove nei quarti ha la meglio sul nº 2 del ranking Novak Đoković per 7-6 7-5, e viene sconfitto in rimonta da Sam Querrey. All'Indian Wells Open elimina tra gli altri la testa di serie nº 18 Alexander Zverev e negli ottavi di finale sconfigge nuovamente Djokovic dopo un entusiasmante incontro terminato 6-4 7-6. A causa di un'intossicazione alimentare deve rinunciare al quarto di finale contro Roger Federer. Al Masters 1000 di Miami batte David Goffin e Zverev prima di perdere la semifinale contro Federer in tre set tutti decisi al tie break. Nei quarti di finale di Coppa Davis vinti 3-2 contro gli Stati Uniti sconfigge John Isner e Sam Querrey in tre set.
Esce al terzo turno a Madrid per mano di Rafael Nadal; nella prima parte della stagione aveva ottenuto buoni risultati in doppio, a Madrid sconfigge con Jack Sock alcune delle migliori coppie del circuito tra cui i fuoriclasse Bob e Mike Bryan, danno forfait in semifinale e Kyrgios entra per la prima volta nella top 100 di specialità. In questo periodo comincia ad accusare un problema all'anca sinistra che lo affliggerà per il resto della stagione. Nei successivi 5 tornei vince solo un incontro al Roland Garros e si ritira al primo turno a Wimbledon. Torna a vincere due incontri di fila a Montréal e viene eliminato al terzo turno dal futuro vincitore Alexander Zverev. Raggiunge la prima finale in carriera in un Masters 1000 al Cincinnati Open, supera nell'ordine David Goffin, Aleksandr Dolhopolov e Ivo Karlović, e nei quarti di finale batte ancora una volta Rafael Nadal col punteggio di 6-2, 7-5. In semifinale ha la meglio su David Ferrer dopo due tie-break e viene sconfitto da Grigor Dimitrov per 6-3, 7-5. Esce al primo turno anche agli US Open. Disputa contro il Belgio la sua prima semifinale di Coppa Davis in carriera, vince il primo singolare e perde il secondo contro Goffin, e i belgi accedono alla finale superando l'Australia per 3-2. Approda alla finale del China Open dopo aver sconfitto per la terza volta in stagione Alexander Zverev, e Rafael Nadal gli concede tre soli giochi. Il riacutizzarsi del dolore all'anca gli fa chiudere in anticipo la stagione  al 21º posto mondiale.

### 2018: quarto titolo ATP in singolare e primo titolo ATP in doppio

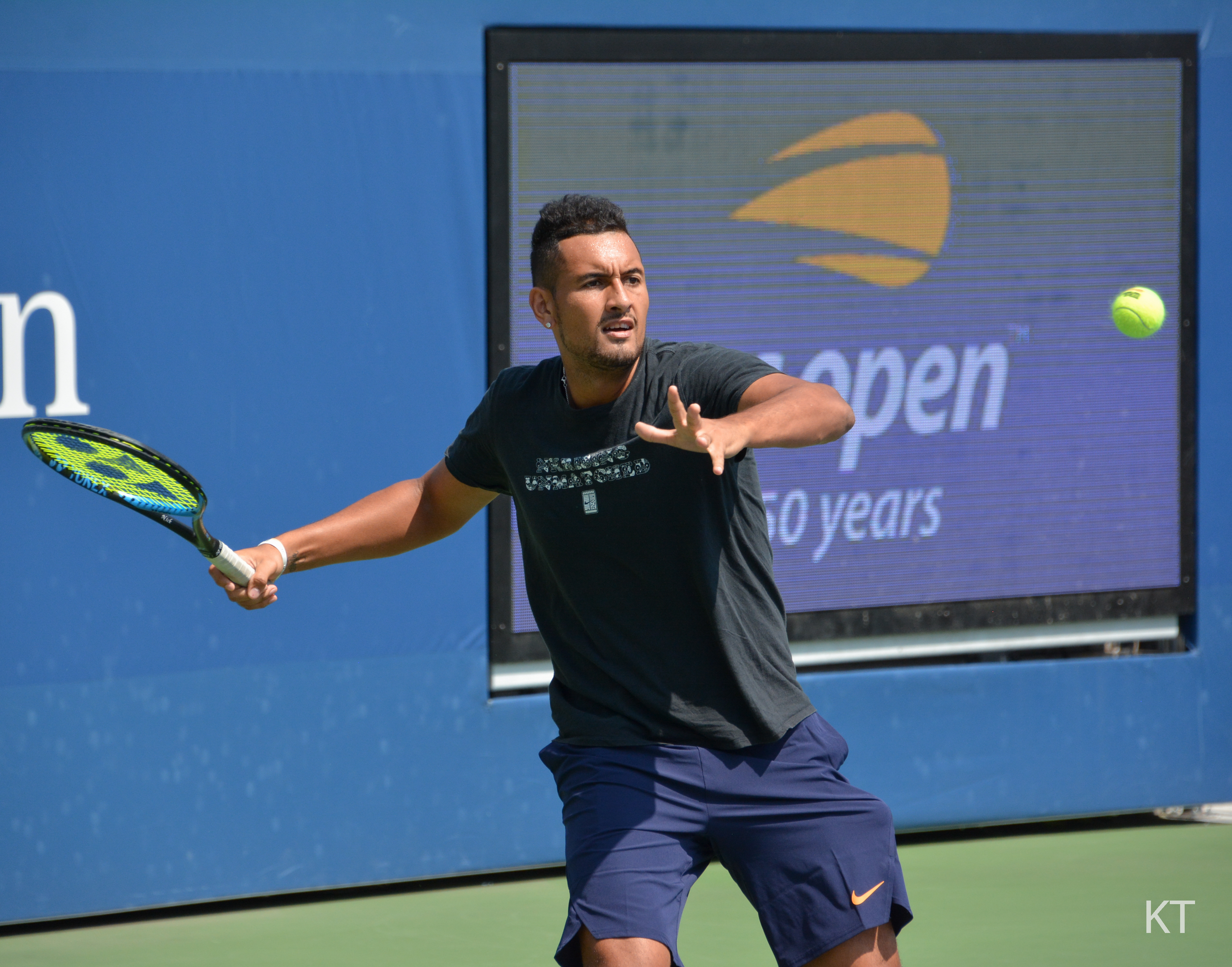
Kyrgios allo US Open 2018

Inizia la stagione 2018 vincendo l'ATP 250 di Brisbane, dove in semifinale si prende la rivincita sul nº 3 del ranking mondiale Grigor Dimitrov e sconfigge in finale Ryan Harrison in due set. Si tratta del suo quarto titolo ATP in carriera. Dimitrov si prende a sua volta la rivincita al quarto turno degli Australian Open eliminando Kyrgios, che aveva superato nell'incontro precedente Jo-Wilfried Tsonga. A causa di un'infiammazione a un nervo del braccio destro patita durante il match di Coppa Davis perso in tre set contro Alexander Zverev, è costretto a fermarsi per più di un mese. Torna in campo a Miami, dove supera al terzo turno Fabio Fognini, per poi venire nuovamente sconfitto da Alexander Zverev. Eliminato al secondo turno al successivo ATP 250 di Houston, il riacutizzarsi del problema al braccio lo costringe a rinunciare a tutta la stagione su terra europea in singolare. In questo periodo gioca solo il torneo di doppio a Lione e vince il suo primo titolo ATP nella specialità, gioca in coppia con Jack Sock e hanno la meglio in finale su Roman Jebavý / Matwé Middelkoop in tre set.
Rientra sull'erba di Stoccarda e perde in semifinale al tie-break del set decisivo contro Roger Federer. Esce in semifinale anche al Queen's per mano di Marin Čilić, mentre al terzo turno di Wimbledon viene sconfitto da Kei Nishikori. Un nuovo problema all'anca lo costringe al ritiro nei quarti di finale ad Atlanta e a dare forfait a Washington. Sconfitto al suo rientro al turno di esordio a Toronto, viene eliminato al terzo turno sia a Cincinnati da Juan Martín del Potro che agli US Open da Federer. Raccoglie risultati negativi anche nella tournée asiatica, in particolare non gioca a Pechino dove aveva disputato la finale la stagione precedente e scende alla 38ª posizione mondiale. Si ritira a Mosca dopo aver sconfitto al primo turno Andrej Rublëv per un nuovo acutizzarsi del dolore al braccio e conclude anticipatamente la stagione, dopo aver disputato solo quattordici tornei.

### 2019: titoli ad Acapulco e Washington

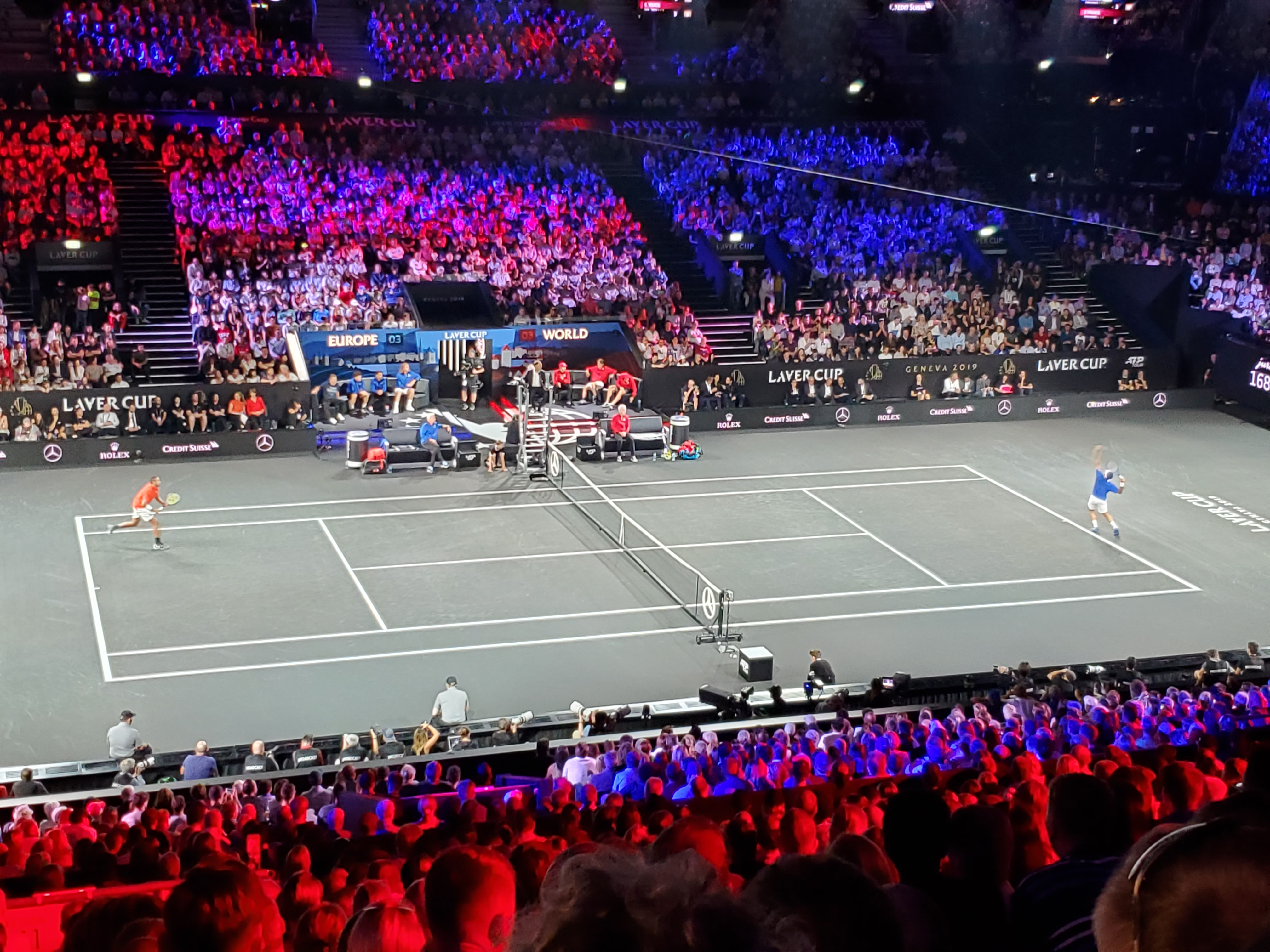
Kyrgios scende a rete direttamente sul servizio di Federer alla Laver Cup 2019

Inizia di nuovo la stagione a Brisbane, dove è campione in carica; esce di scena al secondo turno e scende al 51º posto del ranking. Agli Australian Open, esce per la prima volta al turno d'esordio, sconfitto in tre set da Milos Raonic. Dopo la precoce eliminazione a Delray Beach si trova alla 72ª posizione mondiale, la peggiore dal luglio del 2014. Si riscatta ad Acapulco, dove conquista il suo quinto titolo ATP, il secondo di categoria 500. Negli ottavi di finale porta in parità (3-3) il bilancio degli scontri diretti con Rafael Nadal, sconfitto al tie-break del set decisivo dopo aver salvato 3 match point. I quarti lo vedono imporsi in tre set su Stan Wawrinka, mentre in semifinale deve nuovamente ricorrere al tie-break della terza partita per eliminare il nº 9 del ranking John Isner. In finale supera il nº 3 del mondo Alexander Zverev con il punteggio di 6-3, 6-4, sconfiggendo per la prima volta un top 10 in una finale ATP. Grazie a questo risultato risale alla 33ª posizione nel ranking. Sta fermo un mese per problemi al ginocchio e ad aprile cede a Borna Ćorić al terzo turno del Miami Open.
Eliminato all'esordio a Madrid, agli Internazionali d'Italia supera Daniil Medvedev e abbandona il campo per protesta durante l'incontro di secondo turno con Casper Ruud. Costretto da un'indisposizione a rinunciare al Roland Garros, non supera il secondo turno nei tre tornei disputati sull'erba. A Wimbledon Nadal si prende la rivincita sconfiggendolo al quarto set. Conquista il titolo a Washington, dove in semifinale supera il nº 6 del mondo Stefanos Tsitsipas, al quale annulla un match-point, e in finale trionfa con due tie-break su Daniil Medvedev. Dopo le uscite premature a Montréal e Cincinnati, agli US Open perde al terzo turno contro Andrej Rublëv. Alla Laver Cup viene sconfitto sia in singolare da Federer che in doppio insieme a Jack Sock contro Nadal / Tsitsipas. Un risentimento alla clavicola lo tiene lontano dai campi negli ultimi tornei ATP stagionali. Rientra a novembre per le finali della rinnovata Coppa Davis e dà il suo contributo al passaggio del turno vincendo i due singolari disputati nel round robin. Non viene schierato nei quarti di finale persi contro il Canada per il riacutizzarsi del dolore alla clavicola.

### 2020: lunga pausa per la pandemia di COVID-19
Inizia la stagione all'ATP Cup, dove trascina l'Australia in semifinale con i successi su Jan-Lennard Struff e su Tsitsipas – sconfitto dopo tre spettacolari tie-break – e quelli nei quarti di finale contro la Gran Bretagna, in singolare su Cameron Norrie e nel doppio decisivo insieme ad Alex de Minaur su Jamie Murray / Joe Salisbury, ai quali annullano 4 match point. Perde in semifinale da Roberto Bautista Agut e dopo la successiva sconfitta di Alex de Minaur contro Nadal è la Spagna che accede alla finale. Al terzo turno degli Australian Open elimina Karen Chačanov dopo quasi cinque ore di gioco vincendo 10-8 il super tie-break del quinto set, e viene eliminato nel turno successivo da Nadal. Salta i successivi tornei per problemi alla spalla e al polso sinistro, torna in campo ad Acapulco ma il 25 febbraio è costretto ad abbandonare il match di esordio per il dolore al polso. Sarà il suo ultimo torneo della stagione, non rientra dopo la lunga pausa che il tennis mondiale si prende per fronteggiare la pandemia di COVID-19 per rispetto nei confronti delle persone che hanno perso la vita durante la pandemia.

### 2021: attività agonistica ridotta e propositi di ritiro
Rientra all'inizio del 2021 ed esce al terzo turno sia all'ATP 250 di Melbourne – per mano di Borna Ćorić – che agli Australian Open, dove cede al quinto set contro il nº 3 del mondo Dominic Thiem. Non prende parte ai tornei successivi e rinuncia anche a tutto il tour europeo su terra rossa. Torna in campo a Wimbledon e sconfigge al primo turno Ugo Humbert dopo una battaglia conclusasi 9-7 al quinto set. È costretto al ritiro per un problema agli addominali durante il match di terzo turno. Eliminato al secondo turno ad Atlanta e al primo a Washington, fa sapere che sta attraversando un periodo complicato e gioca senza sentirsi coinvolto emotivamente. Dopo le nuove delusioni a Toronto e a Winston-Salem, esce al primo turno anche agli US Open. Nell'ultimo impegno stagionale alla Laver Cup perde tutti gli incontri disputati e in conferenza stampa annuncia di voler chiudere anticipatamente la stagione per motivi familiari e di non sapere per quanto tempo competerà ancora. Successivamente fa sapere di soffrire di una tendinopatia rotulea al ginocchio sinistro che lo ha limitato durante gli ultimi mesi di attività. Conclude la stagione alla 90ª posizione mondiale dopo aver disputato nel 2021 solo 7 tornei.

### 2022, la rinascita: Australian Open e altri due titoli ATP in doppio; finale a Wimbledon, quarti agli US Open, settimo titolo ATP in singolare e rientro in top 20
I lunghi periodi di inattività lo portano a inizio gennaio fuori dalla top 100 del ranking di singolare per la prima volta dal luglio 2014. Comincia la stagione direttamente agli Australian Open e viene eliminato al secondo turno dal nº 2 del mondo Daniil Medvedev. Conquista il suo primo titolo in uno Slam vincendo il torneo di doppio assieme a Thanasi Kokkinakis; entrati con una wild-card, al secondo turno eliminano i numeri 1 e 2 del mondo Nikola Mektić / Mate Pavić e nei quarti di finale le teste di serie nº 6 Tim Pütz / Michael Venus. In semifinale hanno la meglio sulle teste di serie nº 3 Marcel Granollers / Horacio Zeballos e trionfano in finale sconfiggendo i connazionali Matthew Ebden / Max Purcell con il punteggio di 7-5, 6-4, diventando la prima coppia in era Open ad aggiudicarsi il torneo grazie a una wild card. L'impresa gli fa guadagnare 219 posizioni nella classifica mondiale di doppio e rientra nella top 100 con il nuovo best ranking al 40º posto mondiale. Rientra dopo oltre un mese con una wild-card a Indian Wells dopo essere sceso al 137º posto nel ranking; senza perdere alcun set elimina tra gli altri il nº 8 del mondo Casper Ruud e dopo il forfait di Jannik Sinner perde nei quarti da Rafael Nadal. Al secondo turno del Miami Open concede tre soli giochi al nº 8 del mondo Andrej Rublëv e viene eliminato negli ottavi da Sinner, risultati con cui rientra nella top 100. A Miami si spinge fino in semifinale nel torneo di doppio, di nuovo con Kokkinakis.
Torna a giocare sulla terra battuta dopo quasi tre anni a Houston, raggiunge la semifinale e perde in due set contro la testa di serie nº 3 Reilly Opelka. Salta tutta la stagione europea su terra rossa e al ritorno in campo perde in semifinale sull'erba di Stoccarda contro Andy Murray. Anche all'ATP 500 di Halle giunge in semifinale dopo aver battuto il nº 6 del mondo Stefanos Tsitsipas e Pablo Carreño Busta, e viene sconfitto da Hubert Hurkacz al tie-break del terzo set; la settimana successiva risale alla 40ª posizione mondiale. A Wimbledon sconfigge al terzo turno la testa di serie nº 4 Tsitsipas e con il successo su Brandon Nakashima torna ai quarti di finale dello Slam londinese dopo otto anni. Supera Cristian Garín e con il forfait in semifinale di Rafael Nadal raggiunge la prima finale in carriera in un torneo del Grande Slam. Nell'ultimo atto perde in 4 set con Novak Đoković, campione delle precedenti tre edizioni e testa di serie nº 1. Non beneficia dei punti del ranking, che ATP e WTA non hanno assegnato per protestare contro la decisione degli organizzatori di escludere dal torneo i tennisti russi e bielorussi a causa dell'invasione russa dell'Ucraina del 2022.
Continua l'ascesa nel ranking di doppio vincendo il titolo ad Atlanta con Kokkinakis dopo aver dato forfait in singolare. Vince il successivo ATP 500 di Washington, elimina tra gli altri le teste di serie nº 4 Reilly Opelka e nº 11 Frances Tiafoe, al quale annulla 5 match point, e in finale ha la meglio su Yoshihito Nishioka. A Washington si aggiudica anche il titolo in doppio insieme a Jack Sock. All'ATP 1000 del Canada Open supera Sebastián Báez, il nº 1 del mondo Daniil Medvedev e Alex de Minaur, e perde nei quarti di finale da Hubert Hurkacz. Sconfitto al secondo turno a Cincinnati da Taylor Fritz, agli US Open elimina nell'ordine Thanasi Kokkinakis, Benjamin Bonzi, J.J. Wolf e negli ottavi infligge la seconda sconfitta consecutiva al nº 1 del mondo e campione in carica Medvedev, battuto al quarto set. Alla sua prima apparizione in carriera nei quarti di finale a New York viene superato in cinque set da Karen Chačanov e a fine torneo rientra nella top 20 della classifica mondiale dopo più di due anni. Entra inoltre per la prima volta nella top 20 di doppio dopo il terzo turno raggiunto con Kokkinakis.
All'ATP 500 di Tokyo dà forfait per un problema al ginocchio sinistro prima dei quarti di finale e si ritira anche dalla semifinale in doppio, grazie alla quale a novembre porta il best ranking di specialità all'11ª posizione mondiale. Non partecipa in singolare agli ultimi appuntamenti della stagione che chiude al 22º posto mondiale dopo aver portato a termine solo 11 tornei. Si qualifica invece per le ATP Finals in doppio con Kokkinakis, perdono il primo match contro Skupski / Koolhof, vincono il secondo contro Dodig / Krajicek e vengono eliminati con la sconfitta subita nell'incontro decisivo del round-robin contro Mektic / Pavic.

### 2023-2024: operazione al ginocchio e al polso, uscita dal ranking mondiale
A inizio anno non gioca alcun torneo in preparazione per gli Australian Open e alla vigilia dello Slam di Melbourne si procura una lesione al menisco del ginocchio sinistro che richiede un intervento chirurgico. Ha quindi inizio un periodo di riabilitazione. Torna in campo sull'erba dell'ATP 250 di Stoccarda e viene sconfitto in due set da Wu Yibing. Non gioca poi altri tornei prima di Wimbledon da cui però si ritira a poche ore dall'esordio a causa di un problema al legamento del polso. Successivamente sarà costretto a un intervento chirurgico e a una lunga convalescenza, e mantiene uno stretto riserbo sulle proprie condizioni.
Dopo un anno di convalescenza, rivela nel luglio 2024 i dettagli relativi all'infortunio e all'operazione, facendo sapere che si è trattato della rottura completa del legamento scafo-lunato e che l'intervento è riuscito, ma non si può prevedere se e quando potrà tornare alle competizioni.
Nel dicembre 2024 partecipa alla World Tennis League, torneo di esibizione, per preparare il ritorno in campo in Australia a inizio 2025.

### 2025
Riprende l'attività agonistica dall'ATP 250 di Brisbane dove gareggia sia in singolare, sconfitto all'esordio al tie-break del terzo set da Giovanni Mpetshi Perricard, sia in doppio, in coppia con Novak Djokovic, uscendo di scena al secondo turno. Agli Australian Open viene sconfitto in tre set dall'inglese Jacob Fearnley al primo turno per poi dichiarare in conferenza stampa che realisticamente non parteciperà più allo Slam di casa in singolare.
Ritorna in campo a marzo per l'Indian Wells Open, dove è costretto a ritirarsi al primo turno nel match contro Botic van de Zandschulp per un forte dolore al polso. A Miami torna alla vittoria dopo più di due anni e mezzo sconfiggendo in rimonta Mackenzie McDonald per poi venire sconfitto da Karen Khachanov in due set.

## Stile e caratteristiche tecniche

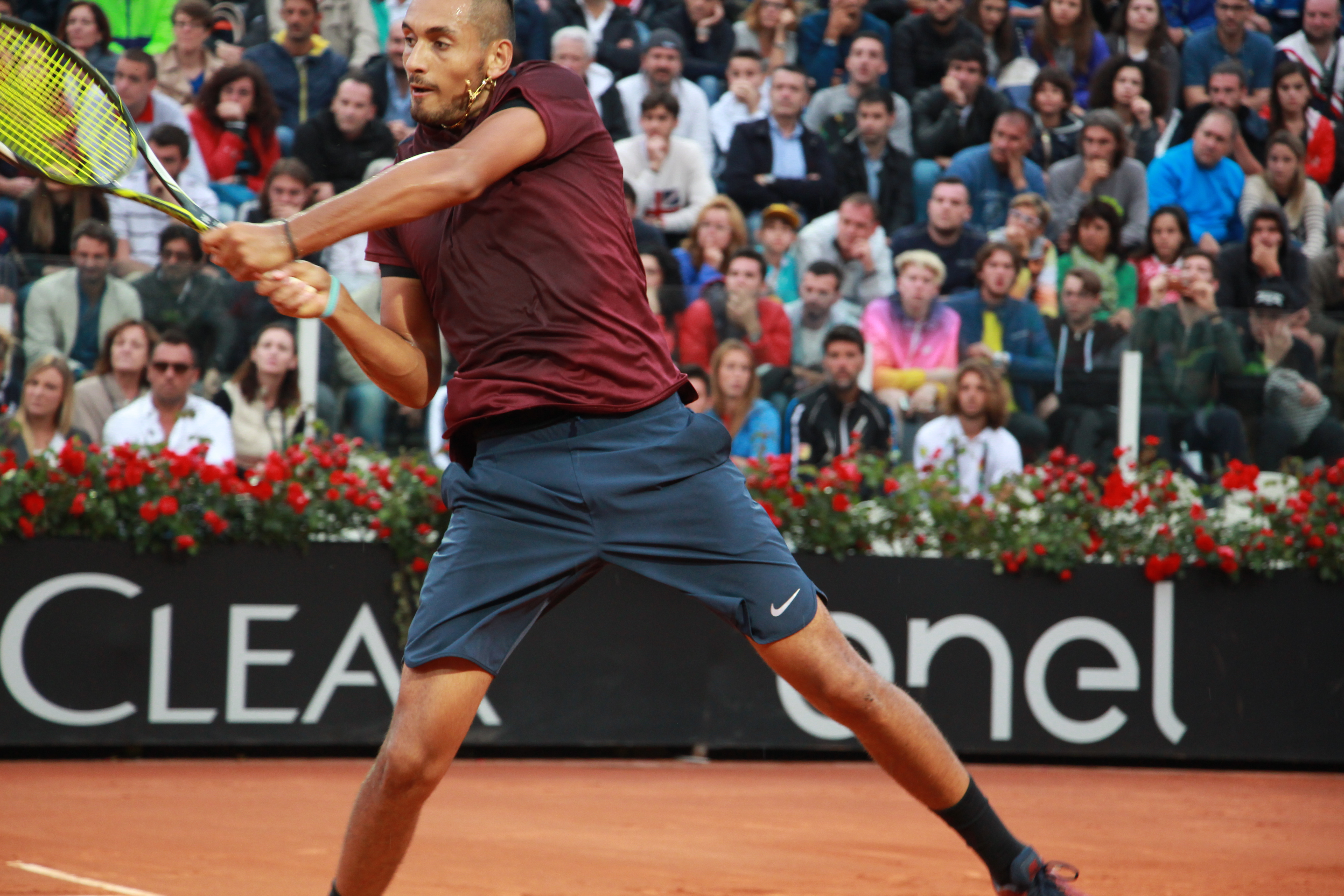
Kyrgios nel 2016

Particolarmente reattivo e completo sul piano tecnico, possiede uno stile di gioco estremamente personale e creativo. Dispone di una grande manualità e imprime numerosissimi cambi di ritmo al proprio gioco con frequenti smorzate, improvvise discese a rete ecc.
Naturalmente dotato di un'eccezionale velocità di braccio e di grande scelta dei tempi, dispone di uno dei servizi più efficaci del circuito e meno leggibili. Esplosivo nei movimenti e in possesso di grandi qualità acrobatiche, ha un dritto particolarmente potente. Anche col rovescio bimane, nonostante sia un colpo più "appoggiato" perché eseguito con un'apertura minima, ma molto preciso e anticipato, è in grado di trovare improvvise accelerazioni, imprevedibili angolazioni e di proporre frequenti variazioni sia col back che con lo slice, questo colpo è efficace anche quando lo gioca a una sola mano.
Il rendimento generale del suo gioco è sovente discontinuo a causa di problemi motivazionali, ma sopra la media nelle situazioni di punteggio più delicate.

## Intemperanze comportamentali
Sin dall'inizio della carriera ha fatto parlare di sé per varie intemperanze nei confronti di pubblico, arbitri e avversari, oltre che per il suo controverso rapporto col tennis professionistico, per la sua irriverenza e per la sua personalità carismatica.
In carriera è stato sanzionato per un ammontare complessivo di circa 800 000 euro.

### Insulti a Wawrinka
Nel 2015, durante il match contro Stan Wawrinka al Master 1000 di Montréal i microfoni delle TV hanno intercettato una sua testuale frase rivolta all'avversario: “Comunque mi dispiace dirti che Kokkinakis si è scopato la tua ragazza”. L'episodio ha avuto un notevole impatto a livello mediatico, Kyrgios si è subito scusato pubblicamente con il collega ed è stato pesantemente sanzionato dall'ATP con una multa e 28 giorni di sospensione "con la condizionale".

### Squalifica per scarso impegno e comportamento non professionale
Nel 2016, dopo il match con Miša Zverev all'ATP 1000 di Shanghai, durante il quale ha palesato evidente disinteresse ed è stato insolente nei confronti del pubblico, l'ATP lo ha squalificato per otto settimane per "condotta contraria all'integrità del gioco", infliggendogli inoltre un'ammenda di 25 000 dollari.
L'anno successivo, sempre nel Masters 1000 di Shanghai, Kyrgios ha abbandonato il match contro Steve Johnson al termine del primo set senza fornire alcuna motivazione, comportamento che gli è costato la sottrazione del montepremi guadagnato più una multa, per un totale di oltre 30 000 dollari.

### Atti osceni
Nel 2018, dopo la semifinale contro Marin Čilić al Queen's, ha ricevuto una multa di 15.000 sterline da parte dell'ATP per "comportamento antisportivo", in seguito a gesti osceni fatti durante un cambio campo.

### Condotta antisportiva, abuso verbale e oscenità
Nel 2019, durante il match di secondo turno con Casper Ruud al Masters 1000 di Roma riceve un'ammonizione per una palla scagliata oltre le tribune in polemica per la scarsa disciplina di alcuni spettatori; gli viene quindi inflitto un punto e un game di penalità per ingiurie, scaraventa infine una sedia in mezzo al campo e abbandona l'incontro, perso per squalifica.. L'ATP lo ha multato di 20.000 euro per "condotta antisportiva", oltre all'annullamento dei punti valevoli per il ranking in seguito alla vittoria nel primo turno e dei corrispondenti 33.635 euro di montepremi, più le spese per l'ospitalità.
Sempre nel 2019, al Masters 1000 di Cincinnati, durante il match di secondo turno contro Karen Chačanov, dopo aver ricevuto un punto di penalità per proteste nei confronti del giudice di sedia, ha lasciato il campo senza permesso spaccando due racchette, ripreso dalle telecamere delle TV, lungo il corridoio che conduce agli spogliatoi e ricevuto un'ammonizione per "time violation" al suo rientro. A fine match ha insultato l'arbitro definendolo "f.....a marionetta" e ha sputato in direzione del suo seggiolone. L'ATP lo ha multato di 113.000 dollari per "condotta antisportiva" e "abuso verbale" aprendo un'indagine nei suoi confronti per un'eventuale sospensione dall'attività agonistica. Con una successiva delibera, l'ATP gli ha inflitto altri 25.000 dollari di multa e lo ha sospeso per 16 settimane "con la condizionale", oltre a obbligarlo ad avvalersi del supporto continuativo di un mental coach durante le competizioni dell'ATP Tour e del supporto addizionale, durante la pausa di fine stagione, da parte di un professionista specializzato nel controllo del comportamento.
Nel 2022, al Masters 1000 di Indian Wells viene multato di 25.000 dollari (20.000 per condotta antisportiva e 5.000 per abuso verbale) per aver scagliato a terra con violenza la racchetta alla fine dell'incontro con Rafael Nadal ed aver rischiato di colpire un raccattapalle e di altri 35.000 dollari (20.000 per abusi verbali, 10.000 per condotta antisportiva e 5.000 per oscenità) al Masters 1000 di Miami per i comportamenti tenuti durante l'incontro con Jannik Sinner.

## Sponsor ed equipaggiamento

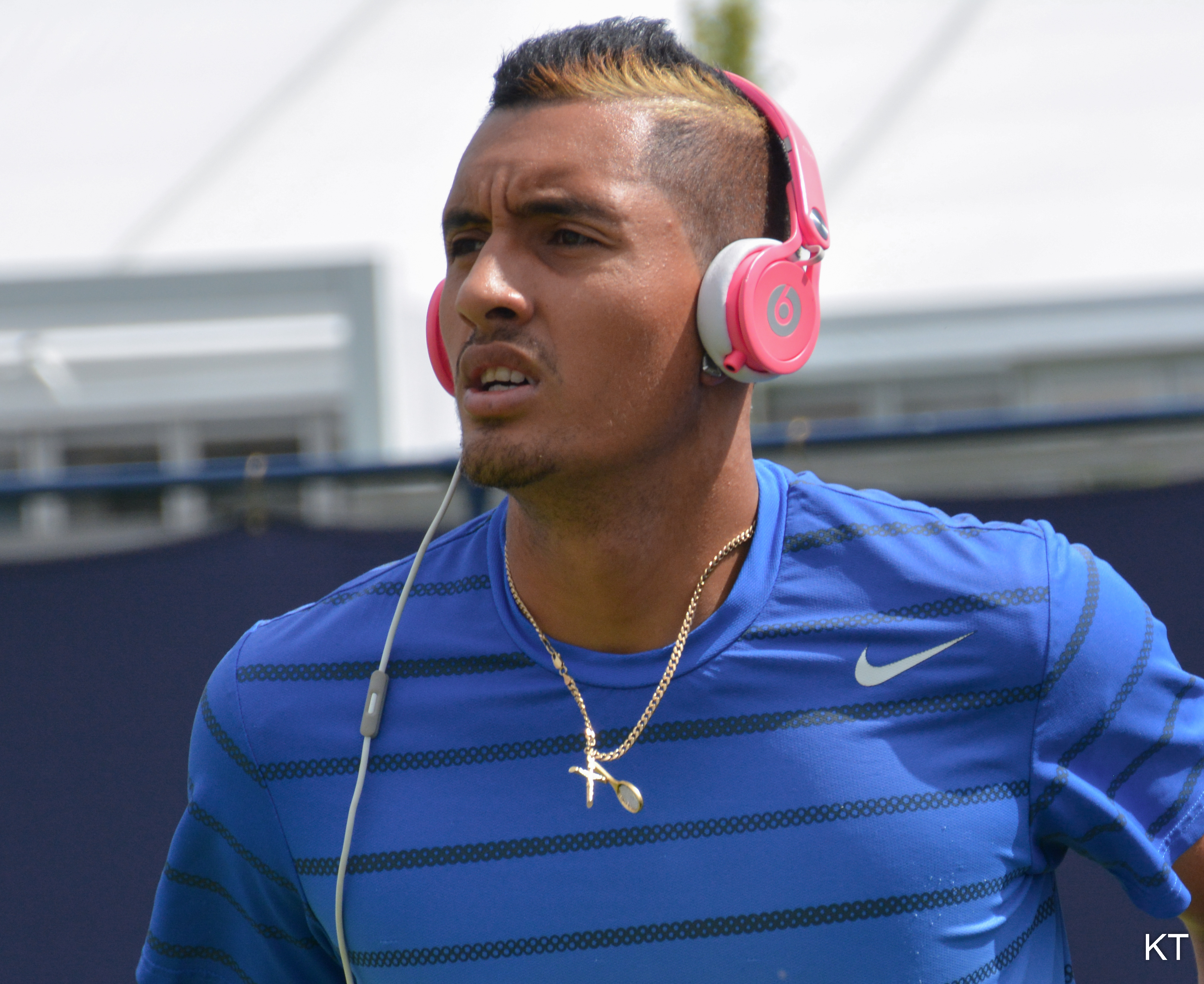
Kyrgios nel 2015 prima di un match

Kyrgios è sponsorizzato da diverse compagnie, come Yonex, Nike e Beats. Il suo patrimonio netto è stato stimato nel 2019 intorno ai 10 milioni di dollari.

## Statistiche
Kyrgios è uno dei tre giocatori che nella storia dei tornei del Grande Slam hanno vinto un incontro dopo aver annullato 9 match point.

### Singolare

#### Vittorie (7)
| Legenda              |
| Grande Slam (0)      |
| ATP Finals (0)       |
| ATP Masters 1000 (0) |
| ATP Tour 500 (4)     |
| ATP Tour 250 (3)     |

| N. | Data             | Torneo                              | Superficie  | Avversario in finale | Punteggio      |
| 1. | 21 febbraio 2016 | Open 13, Marsiglia                  | Cemento (i) | Marin Čilić          | 6–2, 7–6(3)    |
| 2. | 7 agosto 2016    | Atlanta Open, Atlanta               | Cemento     | John Isner           | 7–6(3), 7–6(4) |
| 3. | 9 ottobre 2016   | Japan Open Championships, Tokyo     | Cemento     | David Goffin         | 4–6, 6–3, 7–5  |
| 4. | 7 gennaio 2018   | Brisbane International, Brisbane    | Cemento (i) | Ryan Harrison        | 6–4, 6–2       |
| 5. | 2 marzo 2019     | Abierto Mexicano de Tenis, Acapulco | Cemento     | Alexander Zverev     | 6–3, 6–4       |
| 6. | 4 agosto 2019    | Washington Open, Washington         | Cemento     | Daniil Medvedev      | 7–6(6), 7–6(4) |
| 7. | 7 agosto 2022    | Washington Open, Washington (2)     | Cemento     | Yoshihito Nishioka   | 6–4, 6–3       |

#### Finali perse (4)
| Legenda              |
| Grande Slam (1)      |
| ATP Finals (0)       |
| ATP Masters 1000 (1) |
| ATP Tour 500 (1)     |
| ATP Tour 250 (1)     |

| N. | Data           | Torneo                      | Superficie  | Avversario in finale | Punteggio             |
| 1. | 3 maggio 2015  | Estoril Open, Cascais       | Terra rossa | Richard Gasquet      | 3–6, 2–6              |
| 2. | 20 agosto 2017 | Cincinnati Open, Cincinnati | Cemento     | Grigor Dimitrov      | 3–6, 5–7              |
| 3. | 8 ottobre 2017 | China Open, Pechino         | Cemento     | Rafael Nadal         | 2–6, 1–6              |
| 4. | 10 luglio 2022 | Torneo di Wimbledon, Londra | Erba        | Novak Đoković        | 6–4, 3–6, 4–6, 6(3)–7 |

### Doppio

#### Vittorie (4)
| Legenda              |
| Grande Slam (1)      |
| ATP Finals (0)       |
| ATP Masters 1000 (0) |
| ATP Tour 500 (1)     |
| ATP Tour 250 (2)     |

| N. | Data            | Torneo                                     | Superficie  | Compagno           | Avversari in finale           | Punteggio        |
| 1. | 26 maggio 2018  | Open Parc Auvergne-Rhône-Alpes Lyon, Lione | Terra rossa | Jack Sock          | Roman Jebavý Matwé Middelkoop | 7–5, 2–6, [11–9] |
| 2. | 29 gennaio 2022 | Australian Open, Melbourne                 | Cemento     | Thanasi Kokkinakis | Matthew Ebden Max Purcell     | 7–5, 6–4         |
| 3. | 31 luglio 2022  | Atlanta Open, Atlanta                      | Cemento     | Thanasi Kokkinakis | Jason Kubler John Peers       | 7–6(4), 7–5      |
| 4. | 7 agosto 2022   | Washington Open, Washington                | Cemento     | Jack Sock          | Ivan Dodig Austin Krajicek    | 7–5, 6–4         |

### Tornei minori

#### Singolare

##### Vittorie (5)
| Legenda tornei minori |
| Challenger (4)        |
| Futures (1)           |

| N. | Data           | Torneo                              | Superficie  | Avversario in finale | Punteggio        |
| 1. | 3 marzo 2013   | Sydney Tennis International, Sydney | Cemento     | Matt Reid            | 6–3, 6–2         |
| 2. | 28 aprile 2013 | China F3, Yuxi                      | Cemento     | Boy Westerhof        | 7–5, 6–1         |
| 3. | 20 aprile 2014 | Sarasota Open, Sarasota             | Terra verde | Filip Krajinović     | 7–6(10), 6–4     |
| 4. | 27 aprile 2014 | Savannah Challenger, Savannah       | Terra verde | Jack Sock            | 2–6, 7–6(4), 6–4 |
| 5. | 14 giugno 2014 | Nottingham Challenge, Nottingham    | Erba        | Samuel Groth         | 7–6(3), 7–6(7)   |

#### Doppio

##### Vittorie (1)
| Legenda tornei minori |
| Challenger (0)        |
| Futures (1)           |

| N. | Data             | Torneo                  | Superficie | Compagno  | Avversario in finale      | Punteggio   |
| 1. | 17 febbraio 2012 | Australia F1, Melbourne | Cemento    | Alex Bolt | Ryan Agar Sebastian Bader | 7–6(6), 6–4 |

##### Finali perse (1)
| Legenda tornei minori |
| Challenger (1)        |
| Futures (0)           |

| N. | Data         | Torneo                              | Superficie | Compagno  | Avversario in finale        | Punteggio        |
| 1. | 3 marzo 2012 | Sydney Tennis International, Sydney | Cemento    | Alex Bolt | Brydan Klein Dane Propoggia | 4–6, 6–4, [9–11] |

### Competizioni a squadre

#### Vittorie (1)
| N. | Data           | Torneo                 | Superficie  | Compagna         | Avversario in finale                 | Punteggio |
| 1. | 9 gennaio 2016 | Hopman Cup 2016, Perth | Cemento (i) | Dar'ja Gavrilova | Elina Svitolina Aleksandr Dolhopolov | 2–0       |

## Risultati in progressione

### Singolare
| V | F | SF | QF | #T | RR | Q# | A | Z# | PO | O | F-A | SF-B | ND |

(V) Torneo vinto; raggiunto (F) finale, (SF) semifinale, (QF) quarti di finale, (#T) turni 4, 3, 2, 1; (RR) round - robin; (Q#) Turno di qualificazione; (A) assente dal torneo; (Z#) Zona gruppo Coppa Davis/Fed Cup (con indicazione numero); (PO) play-off Coppa Davis o Fed Cup; vinto un (O) oro, (F-A) argento o (SF-B) bronzo ai Giochi Olimpici; (ND) torneo non disputato.
Statistiche aggiornate alla Coppa Davis 2022.
| Torneo                | 2012          | 2013          | 2014          | 2015          | 2016          | 2017          | 2018          | 2019          | 2020          | 2021          | 2022          | 2023 | Titoli      | V-S         | V%          |
| Grande Slam           |               |               |               |               |               |               |               |               |               |               |               |      |             |             |             |
| Australian Open       | Q1            | Q1            | 2T            | QF            | 3T            | 2T            | 4T            | 1T            | 4T            | 3T            | 2T            | A    | 0 / 9       | 17–9        | 65%         |
| Roland Garros         | A             | 2T            | 1T            | 3T            | 3T            | 2T            | A             | A             | A             | A             | A             | A    | 0 / 5       | 5–5         | 50%         |
| Wimbledon             | A             | A             | QF            | 4T            | 4T            | 1T            | 3T            | 2T            | ND            | 3T            | F             | A    | 0 / 8       | 20–8        | 71%         |
| US Open               | A             | 1T            | 3T            | 1T            | 3T            | 1T            | 3T            | 3T            | A             | 1T            | QF            | A    | 0 / 9       | 12–9        | 57%         |
| Vittorie-Sconfitte    | -             | 1–2           | 7–4           | 8–4           | 9–4           | 2–4           | 7–3           | 3–3           | 3–1           | 4–3           | 10–3          | 0–0  | 0 / 31      | 54–31       | 64%         |
| Nazionale e Laver Cup |               |               |               |               |               |               |               |               |               |               |               |      |             |             |             |
| Coppa Davis           | A             | PO            | 1T            | SF            | PO            | SF            | 1T            | QF            | ND            | A             | A             | A    | 0 / 5       | 11–5        | 69%         |
| ATP Cup               | Non disputata | Non disputata | Non disputata | Non disputata | Non disputata | Non disputata | Non disputata | Non disputata | SF            | A             | A             | ND   | 0 / 1       | 3–1         | 75%         |
| Laver Cup             | Non disputata | Non disputata | Non disputata | Non disputata | Non disputata | F             | F             | F             | ND            | F             | A             |      | 0 / 4       | 1–4         | 20%         |
| Hopman Cup            | A             | A             | A             | A             | V             | RR            | A             | A             | Non disputata | Non disputata | Non disputata | A    | 1 / 2       | 6–1         | 86%         |
| Vittorie-Sconfitte    | -             | 1–0           | 2–2           | 0–1           | 5–0           | 7–3           | 1–2           | 2–1           | 3–1           | 0–1           | -             | -    | 1 / 12      | 21–11       | 66%         |
| ATP Tour Masters 1000 |               |               |               |               |               |               |               |               |               |               |               |      |             |             |             |
| Indian Wells          | A             | A             | A             | 2T            | 2T            | QF            | A             | 2T            | ND            | A             | QF            | A    | 0 / 5       | 7–4         | 64%         |
| Miami                 | A             | A             | A             | A             | SF            | SF            | 4T            | 4T            | ND            | A             | 4T            | A    | 0 / 5       | 15–5        | 75%         |
| Monte Carlo           | A             | A             | A             | A             | A             | A             | A             | A             | ND            | A             | A             | A    | 0 / 0       | 0–0         | -           |
| Madrid                | A             | A             | A             | 3T            | QF            | 3T            | A             | 1T            | ND            | A             | A             | A    | 0 / 4       | 7–4         | 64%         |
| Roma                  | A             | A             | A             | 1T            | 3T            | A             | A             | 2T            | A             | A             | A             | A    | 0 / 3       | 3–3         | 50%         |
| Montréal/Toronto      | A             | A             | 2T            | 3T            | 1T            | 3T            | 1T            | 1T            | ND            | 1T            | QF            | A    | 0 / 8       | 8–8         | 50%         |
| Cincinnati            | A             | A             | A             | 1T            | 2T            | F             | 3T            | 2T            | A             | A             | 2T            | A    | 0 / 6       | 10–6        | 63%         |
| Shanghai              | A             | A             | A             | 2T            | 2T            | 1T            | 1T            | A             | Non disputata | Non disputata | Non disputata | A    | 0 / 4       | 2–4         | 33%         |
| Parigi                | A             | A             | A             | A             | A             | A             | A             | A             | A             | A             | A             | A    | 0 / 0       | 0–0         | -           |
| Vittorie-Sconfitte    | -             | -             | 1–1           | 6–6           | 11–7          | 16–5          | 4–4           | 4–6           | -             | 0–1           | 10–4          | -    | 0 / 35      | 52–34       | 60%         |
| ATP Tour 500          |               |               |               |               |               |               |               |               |               |               |               |      |             |             |             |
| Dubai                 | A             | A             | A             | A             | SF            | A             | A             | A             | A             | A             | A             | A    | 0 / 1       | 3–1         | 75%         |
| Acapulco              | A             | A             | A             | A             | A             | SF            | A             | V             | 1T            | A             | A             | A    | 1 / 3       | 8–2         | 80%         |
| Barcellona            | A             | A             | A             | 2T            | A             | A             | A             | A             | ND            | A             | A             | A    | 0 / 1       | 0–1         | 0%          |
| Halle                 | 250           | 250           | 250           | A             | A             | A             | A             | A             | ND            | A             | SF            | A    | 0 / 1       | 3–1         | 75%         |
| Londra                | 250           | 250           | 250           | 1T            | 1T            | 1T            | SF            | 2T            | ND            | A             | A             | A    | 0 / 5       | 4–5         | 44%         |
| Washington            | A             | A             | A             | A             | A             | 2T            | A             | V             | ND            | 1T            | V             | A    | 2 / 4       | 11–2        | 85%         |
| Pechino               | A             | A             | A             | A             | A             | F             | A             | A             | Non disputato | Non disputato | Non disputato |      | 0 / 1       | 4–1         | 80%         |
| Tokyo                 | A             | A             | A             | QF            | V             | A             | 2T            | A             | Non disputato | Non disputato | A             | A    | 1 / 3       | 7–2         | 78%         |
| Vittorie-Sconfitte    | 0–0           | 0–0           | 0–0           | 2–3           | 7–2           | 7–4           | 4–2           | 12–1          | 0–0           | 0–1           | 3–1           | 0–0  | 4 / 17      | 35–14       | 71%         |
| Statistiche carriera  |               |               |               |               |               |               |               |               |               |               |               |      |             |             |             |
|                       | 2012          | 2013          | 2014          | 2015          | 2016          | 2017          | 2018          | 2019          | 2020          | 2021          | 2022          | 2023 | Carriera    | Carriera    | Carriera    |
| Tornei disputati      | 0             | 2             | 7             | 18            | 18            | 17            | 14            | 16            | 2             | 7             | 12            | 1    | 113         | 113         | 113         |
| Titoli                | 0             | 0             | 0             | 0             | 3             | 0             | 1             | 2             | 0             | 0             | 1             | 0    | 7           | 7           | 7           |
| Finali raggiunte      | 0             | 0             | 0             | 1             | 3             | 2             | 1             | 2             | 0             | 0             | 2             | 0    | 11          | 11          | 11          |
| Cemento V–S           | 0–0           | 0–1           | 4–5           | 13–10         | 26–9          | 28–12         | 17–10         | 20–10         | 6–3           | 5–7           | 20–6          | 0–0  | 139–73      | 139–73      | 139–73      |
| Terra V–S             | 0–0           | 2–1           | 0–3           | 8–6           | 9–4           | 4–4           | 1–1           | 1–2           | 0–0           | 0–0           | 2–1           | 0–0  | 27–22       | 27–22       | 27–22       |
| Erba V–S              | 0–0           | 0–0           | 6–1           | 3–3           | 4–2           | 0–2           | 7–3           | 2–3           | 0–0           | 2–1           | 13–3          | 0–1  | 37–19       | 37–19       | 37–19       |
| Totale V–S            | 0–0           | 2–2           | 10–9          | 24–19         | 39–15         | 32–18         | 25–14         | 23–15         | 6–3           | 7–8           | 37–10         | 0–1  | 205–114     | 205–114     | 205–114     |
| Vittorie %            | –             | 50%           | 53%           | 56%           | 72%           | 65%           | 66%           | 61%           | 67%           | 47%           | 79%           | –    | 64.47%      | 64.47%      | 64.47%      |
| Ranking fine anno     | 838           | 182           | 52            | 30            | 13            | 21            | 35            | 30            | 45            | 90            | 22            |      | $12.486.695 | $12.486.695 | $12.486.695 |

### Doppio
| Torneo             | 2013 | 2014 | 2015 | 2016 | 2017 | 2018 | 2019 | 2020 | 2021 | 2022 | 2023 | 2024 | 2025 | V-S   |
| ------------------ | ---- | ---- | ---- | ---- | ---- | ---- | ---- | ---- | ---- | ---- | ---- | ---- | ---- | ----- |
| Tornei Grande Slam |      |      |      |      |      |      |      |      |      |      |      |      |      |       |
| Australian Open    | 1T   | A    | 1T   | 1T   | A    | 2T   | 1T   | A    | 2T   | V    | A    | A    | 1T   | 8–6   |
| Roland Garros      | A    | A    | 1T   | 1T   | 3T   | A    | A    | A    | A    | A    | A    | A    |      | 2–3   |
| Wimbledon          | A    | A    | A    | A    | A    | A    | A    | ND   | A    | A    | A    | A    |      | 0–0   |
| US Open            | A    | 1T   | A    | 3T   | 2T   | A    | 2T   | A    | A    | 3T   | A    | A    |      | 5–3   |
| Vittorie-Sconfitte | 0–1  | 0–1  | 0–2  | 2–2  | 3–2  | 1–0  | 1–1  | 0–0  | 1–1  | 8–1  | 0–0  | 0–0  | 0–1  | 16–12 |

## Vittorie contro top 10
| Stagione | 2013 | 2014 | 2015 | 2016 | 2017 | 2018 | 2019 | 2020 | 2021 | 2022 | Totale |
| Vittorie | 0    | 1    | 3    | 7    | 4    | 1    | 5    | 1    | 0    | 6    | 28     |

| Anno | #   | Giocatore              | Rank | Torneo                                 | Superficie  | Turno | Punteggio                |
| ---- | --- | ---------------------- | ---- | -------------------------------------- | ----------- | ----- | ------------------------ |
| 2014 | 1.  | Rafael Nadal           | 1    | Wimbledon, Londra                      | Erba        | 4T    | 7–6(5), 5–7, 7–6(5), 6–3 |
| 2015 | 2.  | Roger Federer          | 2    | Madrid Open, Madrid                    | Terra rossa | 2T    | 6–7, 7–6(5), 7–6(12)     |
| 2015 | 3.  | Milos Raonic           | 7    | Wimbledon, Londra                      | Erba        | 3T    | 5–7, 7–5, 7–6(4), 6–3    |
| 2015 | 4.  | Stan Wawrinka          | 5    | Canadian Open, Montréal                | Cemento     | 2T    | 6(8)–7, 6–3, 4–0, rit.   |
| 2016 | 5.  | Andy Murray            | 2    | Hopman Cup, Perth                      | Cemento (i) | RR    | 6–4 7–6(5)               |
| 2016 | 6.  | Richard Gasquet        | 10   | Open 13, Marsiglia                     | Cemento (i) | QF    | 6–0, 6–4                 |
| 2016 | 7.  | Tomáš Berdych          | 8    | Open 13, Marsiglia                     | Cemento (i) | SF    | 6–4, 6–2                 |
| 2016 | 8.  | Tomáš Berdych (2)      | 7    | Dubai Tennis Championships, Dubai      | Cemento     | QF    | 6–4, 6–4                 |
| 2016 | 9.  | Stan Wawrinka (2)      | 4    | Madrid Open, Madrid                    | Terra rossa | 2T    | 7–6(7), 7–6(2)           |
| 2016 | 10. | Milos Raonic (2)       | 10   | Internazionali d'Italia, Roma          | Terra rossa | 2T    | 7–6(5), 6–3              |
| 2016 | 11. | Gaël Monfils           | 8    | Japan Open Tennis Championships, Tokyo | Cemento     | SF    | 6–4, 6–4                 |
| 2017 | 12. | Novak Djokovic         | 2    | Abierto Mexicano, Acapulco             | Cemento     | QF    | 7−6(9), 7−5              |
| 2017 | 13. | Novak Djokovic (2)     | 2    | Indian Wells Open, Indian Wells        | Cemento     | 4T    | 6–4, 7–6(3)              |
| 2017 | 14. | Rafael Nadal (2)       | 2    | Cincinnati Open, Cincinnati            | Cemento     | QF    | 6–2, 7–5                 |
| 2017 | 15. | Alexander Zverev       | 4    | China Open, Pechino                    | Cemento     | SF    | 6–3, 7–5                 |
| 2018 | 16. | Grigor Dimitrov        | 3    | Brisbane International, Brisbane       | Cemento (i) | SF    | 3–6, 6–1, 6–4            |
| 2019 | 17. | Rafael Nadal (3)       | 2    | Abierto Mexicano, Acapulco             | Cemento     | 2T    | 3–6, 7–6(2), 7–6(6)      |
| 2019 | 18. | John Isner             | 9    | Abierto Mexicano, Acapulco             | Cemento     | SF    | 7–5, 5–7, 7–6(7)         |
| 2019 | 19. | Alexander Zverev (2)   | 3    | Abierto Mexicano, Acapulco             | Cemento     | F     | 6–3 6–4                  |
| 2019 | 20. | Stefanos Tsitsipas     | 6    | Washington Open, Washington            | Cemento     | SF    | 6–4 3–6 7–6(7)           |
| 2019 | 21. | Daniil Medvedev        | 10   | Washington Open, Washington            | Cemento     | F     | 7–6(6) 7–6(4)            |
| 2020 | 22. | Stefanos Tsitsipas (2) | 6    | ATP Cup, Brisbane                      | Cemento (i) | RR    | 7–6(7) 6(3)–7 7–6(5)     |
| 2022 | 23. | Casper Ruud            | 8    | Indian Wells Open, Indian Wells        | Cemento     | 3T    | 6–4, 6–4                 |
| 2022 | 24. | Andrej Rublëv          | 7    | Miami Open, Miami                      | Cemento     | 2T    | 6–3, 6–0                 |
| 2022 | 25. | Stefanos Tsitsipas (3) | 6    | Halle Open, Halle                      | Erba        | 2T    | 5–7, 6–2, 6–4            |
| 2022 | 26. | Stefanos Tsitsipas (4) | 5    | Wimbledon, Londra                      | Erba        | 3T    | 6(2)–7, 6–4, 6–3, 7–6(7) |
| 2022 | 27. | Daniil Medvedev (2)    | 1    | Canadian Open, Montréal                | Cemento     | 2T    | 6(2)–7, 6–4, 6–2         |
| 2022 | 28. | Daniil Medvedev (3)    | 1    | US Open, New York                      | Cemento     | 4T    | 7–6(11), 3–6, 6–3, 6–2   |